# Герб Буштина
Герб Бушти́на затверджений 29 жовтня 2002 р. рішенням № 43 III сесії Буштинської селищної ради IV скликання.

## Опис
На зеленому полі золотий вулик, над яким покладені навхрест золоті коса та граблі. Щит обрамований декоративним картушем і увінчаний срібною міською короною з трьома вежками.

## Значення символів
Вулик, коса й граблі вживалися на давніших громадських печатках Буштина. Вони характеризували основні види заняття місцевих мешканців — бджільництво і сільське господарство.

## Авторство
Автор — Василь Бернар.